# Sangaria
Sangaria è una suddivisione dell'India, classificata come municipality, di 34.541 abitanti, situata nel distretto di Hanumangarh, nello stato federato del Rajasthan. In base al numero di abitanti la città rientra nella classe III (da 20.000 a 49.999 persone).

## Geografia fisica
La città è situata a 29° 47' 28 N e 74° 26' 44 E.

## Società

### Evoluzione demografica
Al censimento del 2001 la popolazione di Sangaria assommava a 34.541 persone, delle quali 18.359 maschi e 16.182 femmine. I bambini di età inferiore o uguale ai sei anni assommavano a 4.390, dei quali 2.426 maschi e 1.964 femmine. Infine, coloro che erano in grado di saper almeno leggere e scrivere erano 24.003, dei quali 13.884 maschi e 10.119 femmine.